# Іванчиці-Покупські
45°31′ пн. ш. 15°43′ сх. д. / 45.52° пн. ш. 15.72° сх. д.
Іванчиці-Покупські (хорв. Ivančići Pokupski) — населений пункт у Хорватії, у Карловацькій жупанії у складі міста Карловаць.

## Населення
Населення за даними перепису 2011 року становило 11 осіб.
Динаміка чисельності населення поселення: